# 3007 Reaves
3007 Reaves је астероид главног астероидног појаса чија средња удаљеност од Сунца износи 2,368 астрономских јединица (АЈ).
Апсолутна магнитуда астероида је 12,4.